# Teatro Fox Delicias
El Teatro Fox Delicias es un edificio histórico en la ciudad de Ponce, Puerto Rico. Inaugurado en 1931,  que era la sede de una sala de cine hasta 1980, después de un centro comercial hasta 1998, luego se remodeló para ser utilizado como un hotel en el 2005. Permaneció cerrado desde el 2010, hasta el 2018, cuando el grupo de inversionistas Misla Villalba adquirieron la propiedad. En diciembre de 2019, hace apertura como el único hotel temático de arte pop con el nombre "The Fox Hotel". Su arquitectura es de estilo art déco. La estructura histórica se encuentra al otro lado de la histórica Plaza de Las Delicias en el corazón de la Zona Histórica de Ponce. Su ubicación, justo al norte de la Plaza Las Delicias hace parte del barrio Segundo.